# Фріц Кюльвайн
Фрідріх «Фріц» Карл Кюльвайн (нім. Friedrich „Fritz“ Karl Kühlwein; 29 листопада 1892, Аттен — 25 вересня 1972, Нюрнберг) — німецький воєначальник, генерал-лейтенант вермахту. Кавалер Німецького хреста в золоті.

## Біографія
17 липня 1912 року вступив в Прусську армію. Учасник Першої світової війни. Після демобілізації армії залишений в рейхсвері. З 12 жовтня 1937 по 15 грудня 1939 року — командир 2-го батальйону 55-го піхотного полку, з 10 січня 1940 року — 73-го, з 25 грудня 1940 року — 133-го піхотного полку, з 27 лютого 1942 по 25 квітня 1943 року — 45-ї піхотної дивізії, з 10 квітня по 20 жовтня 1944 року — дивізії «Бранденбург», з 27 грудня 1944 року — 406-ї дивізії особливого призначення, з 27 березня 1945 року — 149-ї піхотної дивізії. В травні 1945 року взятий в полон союзниками. В жовтні 1946 року звільнений. В 1947-51 роках — торговий представник у Вюрцбурзі. В 1956 році вийшов на пенсію.

## Сім'я
23 жовтня 1919 року одружився з Лоттою Плітт. В пари народились 2 сини (1920 і 1926). Старший син, лейтенант Карл Кюльвайн, служив в 29-й моторизованій дивізії і загинув в битві за Москву.

## Звання
- Фанен-юнкер (17 липня 1912)
- Фенріх (22 березня 1913)
- Лейтенант (18 лютого 1914; патент від 21 лютого 1912)
- Оберлейтенант (18 квітня 1917)
- Гауптман (1 вересня 1924)
- Майор (1 квітня 1934)
- Оберстлейтенант (1 серпня 1936)
- Оберст (1 квітня 1939)
- Генерал-майор (1 квітня 1942)
- Генерал-лейтенант (1 січня 1943)

## Нагороди
- Залізний хрест
  - 2-го класу (12 жовтня 1914)
  - 1-го класу (27 серпня 1917)
- Нагрудний знак «За поранення» в чорному (27 червня 1918)
- Почесний хрест ветерана війни з мечами
- Медаль «За вислугу років у Вермахті»
  - 4-го, 3-го і 2-го класу (18 років; 2 жовтня 1936) — отримав 3 медалі одночасно.
  - 1-го класу (25 років; 18 серпня 1937)
- Застібка до Залізного хреста
  - 2-го класу (28 вересня 1939)
  - 1-го класу (24 червня 1941)
- Нагрудний знак «За поранення» в чорному (17 січня 1940)
- Сертифікат Пошани Головнокомандувача Сухопутних військ Вермахту (20 липня 1941)
- Німецький хрест в золоті (23 січня 1942)
- Медаль «За зимову кампанію на Сході 1941/42» (20 серпня 1942)